# Celine Helgemo
Celine Solemsløkk Helgemo (Gjølme, 31 agosto 1995) è una cantante norvegese.

## Biografia
Celine Helgemo è salita alla ribalta nel 2007 con la sua vittoria al Melodi Grand Prix Junior 2007 con l'inedito Bæstevænna, con cui ha anche rappresentato il suo paese al contest internazionale MGP Nordic, che ha vinto.
Il suo album di debutto, anch'esso intitolato Bæstevænna, ha raggiunto la 7ª posizione della classifica norvegese, rimanendo in top forty per cinque mesi, ed è stato certificato disco di platino dalla IFPI Norge con oltre 30 000 copie vendute a livello nazionale. Ha piazzato i suoi tre successivi album in classifica: Jul på Røros ha raggiunto la 30ª posizione nel 2008, mentre nel 2010 Jentekveld e Julekonserten sono arrivati rispettivamente al 14º e al 17º posto.
Nel 2008 e nel 2009 la cantante ha intrapreso due tournée natalizie nazionali. Nell'autunno del 2009 ha partecipato al programma musicale di NRK1 Beat for beat, vincendo la sua puntata.

## Discografia

### Album in studio
- 2007 – Bæstevænna
- 2008 – Jul på Røros
- 2010 – Jentekveld
- 2010 – Julekonserten (con Malin Reitan)

### Singoli
- 2013 – I min verden
- 2018 – Beating Me (con ÅSN)